# Іфігенела
Іфігенела (Iphigenella) — рід ракоподібних родини Іфігенелові (Iphigenellidae). Належить до монотипової родини Іфігенелові (Iphigenellidae)

## Види
Рід містить 3 види:
- Iphigenella acanthopoda G.O. Sars, 1896
- Iphigenella andrussowi G.O. Sars, 1894
- Iphigenella shablensis Carausu, 1943

Усі три види іфігенел занесені до  Червоної книги України.